# EyeHateGod (Album)
EyeHateGod ist das im Mai 2014 erschienene, fünfte Studioalbum der Sludge-Band EyeHateGod. Das selbstbetitelte und zum ersten Mal unabhängig produzierte Album ist das erste Album der Band nach 14 Jahren. EyeHateGod ist so, nach der Single New Orleans is the New Vietnam aus dem Jahr 2012, die erste Veröffentlichung neuen Tonmaterials der Band, nachdem der Hurrikan Katrina im Jahr 2005 das Leben der Bandmitglieder durcheinandergebracht hatte. Hinzukommend ist EyeHateGod die letzte Veröffentlichung der Band, an welcher der im August 2013 verstorbene Schlagzeuger Joey LaCaze mitgewirkt hat.

## Produktion
Der Do-it-Yourself-Gedanke begleitete die gesamte Entstehung des Albums, vom Songwriting über die Produktion bis hin zu den Tourneen. Die Bandmitglieder waren stolz auf den Versuch, in so vielen Bereichen wie möglich unabhängig zu agieren und den Gewinn zu behalten. So entstand das Album, ohne den üblichen Vorschuss einer Plattenfirma in Anspruch zu nehmen und wurde vollständig durch die Band finanziert. Lediglich die Herstellung und der Vertrieb sollten von Firmen durchgeführt werden, um einen globalen Vertrieb zu gewährleisten. Die Unabhängigkeit von einer Firma garantierte der Band derweil absolute künstlerische Freiheit. Um als Rechteinhaber auftreten zu können, gründeten EyeHateGod die Firma Take as Needed LLC, deren Mitarbeiter die Mitglieder der Band darstellen und als deren Direktor ihr Bassist Gary Mader eingetragen ist.

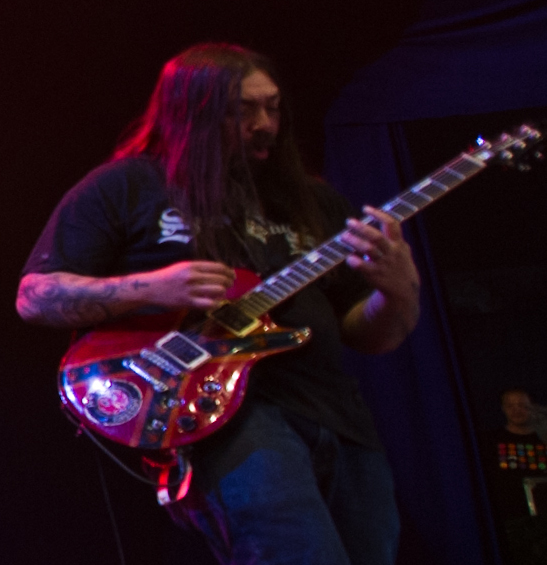
Jimmy Bower Roskilde Festival 2011

Vom ersten Songwriting bis zum fertigen Album sind Jahre verstrichen, in welchen die Bandmitglieder immer wieder mit anderen Projekten sowie privaten Verpflichtungen beschäftigt waren. Die tatsächlichen Aufnahmen des Albums fanden zwischen November 2012 und April 2013 in unterschiedlichen Studios mit verschiedenen Produzenten statt. Noch während des Masteringprozesses des Albums war unklar, über welche Firma das Album letztendlich erscheinen würde.

„Wir müssen noch eine Firma finden, die es herausbringt. Ich vertraue Niemandem, besonders nicht Plattenfirmen. Es ist einfach schwer für mich, meine Kunst zu verkaufen.“

### Ankündigungen und Bekanntgaben
Schon früh kündigten die Mitglieder der Band vorhandene Songs und die Veröffentlichung eines neuen Albums an. Sowohl Williams als auch Bower und Mader gingen im Juni 2010 von einem Erscheinungstermin Ende 2010 aus. Wenige Monate darauf sprach Mader von Plänen für das Frühjahr 2011.
Im November 2011 erläuterte Williams, dass es nicht nur schwierig sei, alle Bandmitglieder zusammenzubekommen, sondern ebenso einen entsprechenden Partner für den Vertrieb zu finden. Williams verwies bereits 2010 darauf, dass das Schreiben neuen Songmaterials, durch die Veränderungen der Jahre nach Katrina und die neuen Lebensumstände und Prioritäten der einzelnen Bandmitglieder geschuldet, mehr Zeit als zu früheren Veröffentlichungen in Anspruch nimmt.

„Jeder hat mehr Verantwortung und Verpflichtungen, sodass wir uns zusammensetzen, wenn wir das auf die Reihe bekommen – was bislang ziemlich oft war. Jimmy ist zudem sehr mit DOWN beschäftigt, einige von uns sind mit dem Gesetz in Konflikt geraten, und dann noch die Nachwirkungen von Katrina etc. Dies alles hat sich während der letzten Jahre auf unsere gemeinsame Zeit für das Songwriting ausgewirkt.“

Über die Jahre und die verschiedenen Ankündigungen hinweg gaben die Bandmitglieder weitere Informationen wie die Anzahl der fertiggestellten Stücke und vereinzelt deren Titel, wie Medicine Noose und New Orleans is the New Vietnam bekannt. War im Jahr 2010 noch von fünf bis sieben fertigen Liedern die Rede, sprach Williams 2012 von ausreichend Material, um zusätzlich mindestens eine EP zu veröffentlichen. 2013 sprach Williams von 15 fertigen Titeln, wovon neun oder zehn als Album zusammengestellt würden.
Die Bandmitglieder setzten sich gegen wiederholte Gerüchte um das Album im Internet zur Wehr: Ein populäres Gerücht drehte sich um den angedachten Titel des Albums.

„Es gibt so viele Gerüchte. Wie das eine Gerücht, welches ich schnell aufklären muss: Ich hab keine Ahnung welches Arschloch rumläuft und behauptet, dass unser neues Album 'Whiskey Drink’ heißt!“

### Aufnahmen

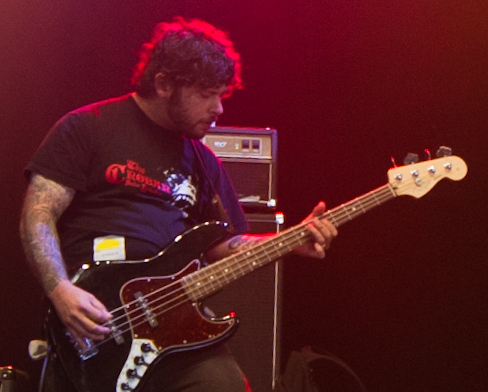
Bassist Gary Mader beim Roskilde Festival 2011

EyeHateGod begannen im November 2012 mit den Aufnahmen. Als Produzenten hatte die Band den langjährigen Freund Billy Anderson (Neurosis, Mr. Bungle, The Melvins), der bereits das EyeHateGod-Album Dopesick produziert hatte, gewählt. Die Band scheiterte mit dem Versuch, das gesamte Album innerhalb einer Woche fertigzustellen. Anderson nahm im Living Room Studio in New Orleans die Instrumente auf, war jedoch ebenso wenig mit dem Ergebnis zufrieden wie die Band selbst.

„Es war ein Dokumentarfilmteam dabei, das uns von unser Aufnahmezeit ablenkte. Dazu hatte Jimmy, weil er auf die Geburt seines Kindes wartete, auch noch einige Probleme, somit war es eine schräge Zeit um im Studio zu sein.“

EyeHateGod entschieden, die Aufnahmen mit einem anderen Produzenten zu wiederholen, lediglich die Schlagzeugaufnahmen sollten beibehalten werden. Anfang des Jahres 2013 fand sich die Band in ihrem als Riff Room bezeichneten Proberaum, ebenfalls in New Orleans, ein, um mit Stephen Berrigan die Gitarren und den Bass aufzunehmen. Der Gesang wurde mit Phil Anselmo und Stephen Berrigan als Produzenten in Anselmos Studio Nodferatu’s Lair in Mike Williams Haus in den Wäldern nahe Covington aufgenommen. Die Tontechnik wurde derweil von Sanford Parker, der mit Williams am Projekt Corrections House beteiligt ist, übernommen. Der Mix und das Mastering wurden von Parker und Collin Jordan in Chicago abgeschlossen.
Am 26. Februar 2013 verkündete Williams via Twitter den Abschluss der Aufnahmen und die Fertigstellung des Masteralbums. Lediglich das Artwork sollte noch ausgearbeitet werden.

## Von der abgeschlossenen Aufnahme bis zur Veröffentlichung

### Joey LaCaze

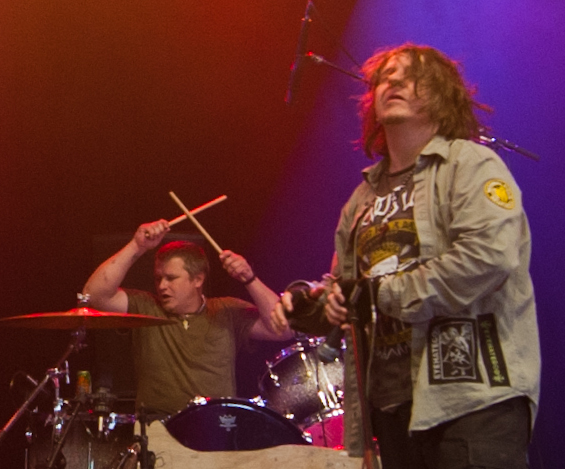
Mike IX Williams und Joey Lacaze im Hintergrund während des Roskilde Festival 2011

Das Album ist dem Andenken des ehemaligen Schlagzeugers der Band Joseph „Joey“ Monroe LaCaze gewidmet.
Am 20. August 2013 hatten EyeHateGod eine Europatournee beendet und waren nach New Orleans heimgekehrt. Hier verstarb der stark an Asthma erkrankte LaCaze am 23. August. 2013, zwei Tage nach seinem 42. Geburtstag, in seinem Haus an Atemversagen. Für die Versorgung der Familie LaCaze richtete die Band ein Spendenkonto ein.
Die Band beging ihr 25-jähriges Bandjubiläum mit einiger Ehrerbietung an den verstorbenen Schlagzeuger. Auf dem Housecore Horror Fest in Austin am 27. Oktober 2013 spielte der von LaCaze verehrte Dale Crover der Band The Melvins an seiner Stelle. Das Publikum begleitete unterdessen die Pausen mit Joey-Rufen.
Nach der Absage einiger weiterer Konzerte im Herbst 2013 bemühten EyeHateGod sich um einen neuen Schlagzeuger. Mit Aaron Hill begab sich die Band alsbald in den Proberaum und übte eine Vielzahl an EyeHateGod-Songs ein und spielten neue Konzerte und Tourneen.
Nach dem Tod des Schlagzeugers entschied die Band, das Album als Reminiszenz mit dem Bandnamen zu betiteln. Die Band hatte zuvor lange über mögliche Albumtitel diskutiert und Listen mit Vorschlägen angelegt, derweil es der Vorschlag von LaCaze war, das Album unter dem Bandnamen zu veröffentlichen.

„Es ergibt einfach so viel Sinn. Ich kann nicht wirklich erklären warum, aber es ist wie ein Neuanfang und sein Schlagzeug ist mit drauf und das Alles. Es erscheint einfach logisch. Als er starb, rutschte alles an seinen Platz und wir alle meinten ‘Yeah, selbstbetitelt’. Ich glaube, wir haben nicht mal wirklich darüber gesprochen, wir wussten es einfach.“

Auch Brian Patton bezeichnete das Album als Tribut an LaCaze als Musiker und Freund.

„Wir sind sehr dankbar, dass er auf dem Album enthalten ist. Er spielte großartig darauf, und wenn ist das ein Tribut an sein großes Talent, aber auch dafür, ein großartiger Freund gewesen zu sein. Er wird furchtbar vermisst und diese Aufnahmen sind eine sehr schöne Sache, sich an ihn zu erinnern.“

### Offizielle Albumankündigung
Am 12. März 2014 kündigten EyeHateGod die Veröffentlichung des Albums für den 26. beziehungsweise 27. Mai 2014 über verschiedene internationale Musikportale an und präsentierten mit Agitation! Propaganda! ein erstes 2 Minuten und 21 Sekunden langes Video als Teaser für das Album. Das in dem Video enthaltene Lied wurde über das Onlinevideoportal MUZU.TV präsentiert. Das Video enthielt neben dem Songtext auch einen ersten Eindruck der Albumgestaltung sowie den Albumtitel. Als weiteren Vorboten auf die Veröffentlichung spielten EyeHateGod am 27. April 2014 in Baltimore ein Konzert mit High on Fire, Corrosion of Conformity, Magrudergrind, Strong Intention und Ilsa, sowie eine kleine Amerikatournee im April. 2014.
Neben der Albumankündigung gab Mike Williams ein persönliches Statement zur Veröffentlichung ab.

„Die neuen Songs sind einer[sic!] coole Kombination aus klassischen EYEHATEGOD-Elementen, und der besten Produktion sowie dem besten Songwriting seit dreizehn Jahren. Die einzige, und gleichzeitig tragischste Lücke bei all dem, ist der Tod unseres Freundes und einstigen Drummers Joey Lacaze im letzten Jahr. Umso schöner ist es, dass es noch einige Original-Aufnahmen von ihm auf das Album geschafft haben. Wir sind verdammt begeistert davon.“

Am 28. März gab Century Media die Titelliste sowie die veröffentlichten europäischen Varianten und anstehende Tourtermine bekannt. Am 3. April wurde über SoundCloud mit dem Stück Robitussin And Rejection ein weiterer Titel des Albums dem internationalen Publikum zugänglich gemacht. Am 8. April gab Mike IX eine Lesung seines Buches Cancer as a Social Activity im Dortmunder Musikgeschäft Black Plastic. Im Zuge dieser Veranstaltung bot sich auch die Möglichkeit das gesamte Album zu hören.

## Veröffentlichung

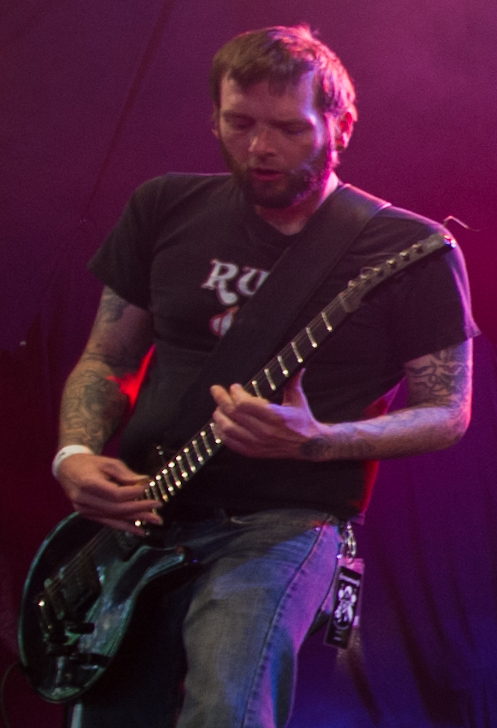
Brian Patton beim Roskilde Festival 2011

Trotz der Do-It-Yourself-Philosophie, äußerte Brian Patton bereits 2010, dass das Album nicht auf einem eigenen oder sehr kleinen Label veröffentlicht werden würde.

„Ich denke, wir sollten etwas größeres als das ausprobieren. Unsere Fans verdienen das, wir verdienen das und um alles richtig zu machen brauchen wir ein Label hinter uns, und ein Typ, der eins auf seinem Hinterhof betreibt, kann das wirklich nicht leisten. Eher versuchen wir es mit einem großen Indie- oder einem kleinen Majorlabel für das neue Album.“

Trotz des langjährigen Konfliktes mit Century entschieden sich EyeHateGod, wieder mit der Firma zu kooperieren, nachdem diese die Band nach der Trennung von der Firma deutlich unterstützt hatte und über die Wiederveröffentlichungen der alten Alben in den Jahren 2006 und 2007 weiterhin zum Erfolg und zur Bekanntheit der Band beigetragen hatte.

„Das alte Label wirkte, als wollte es einfach nur Geld aus den Bands schlagen, aber jetzt wirkt es, als würden dort mehr Fans arbeiten, eine Menge cooler Leute. Sie helfen uns. Was völlig ironisch ist, ist, dass sie uns jetzt, wo wir vom Label runter sind, mehr als je zuvor helfen.“

EyeHateGod wurde am 23. Mai 2014 über Century Media in Australien, Europa, Südamerika und Asien veröffentlicht, nur in Japan erschien das Album auf Daymare Recordings und in Nordamerika am 27. Mai 2014 über Phil Anselmos Firma Housecore Records.
Das Album erschien über Century Media als CD im Digipak sowie als limitierte LP im Gatefold in zwei Varianten; 1.500 Stück in schwarzem und weitere 500 Stück in goldenem Vinyl, wobei die goldenen Schallplatten exklusiv für den europäischen Markt bestimmt waren.
Housecore hingegen veröffentlichte die Erstpressung in vier verschiedenen LP-Varianten, 600 schwarze, 300 violette, 400 klare und weitere 300 grau-schwarz-marmorierte Schallplatten, die allein über den Onlineshop des Labels erhältlich waren.

## Artwork

### Gestalterisches Konzept

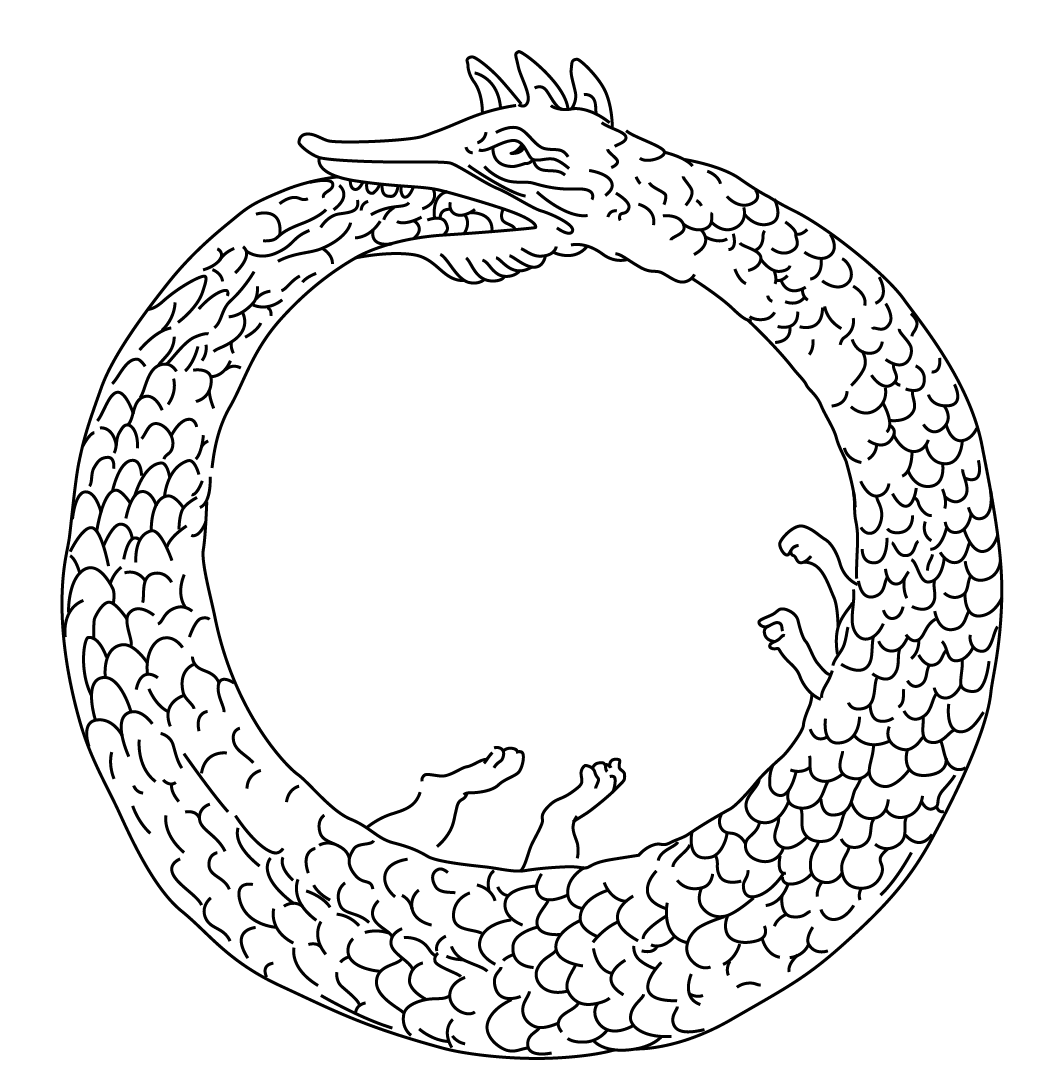
Der Ouroboros war bereits im alten Ägypten ein bekanntes Symbol.

Die von Williams bevorzugte Cut-and-Paste-Ästhetik findet sich erneut in der Gestaltung des Albums. Die künstlerische Gestaltung basiert vornehmlich auf der Arbeit des Bassisten Gary Mader. Mader fiel die Aufgabe insbesondere aufgrund seiner Computerkenntnisse zu.
Das Booklet sowie die CD sind mit Cut-and-Paste-Collagen, die Waffen sowie christliche und okkultistische Symbole zeigen, gestaltet. Ouroboros, Enneagramme und das gleichseitige Dreiecke ergänzen Marienbildnisse, Ikonen und in einem Scratching-Stil gehaltene Textpassagen.

### Covergestaltung
Das Cover des Albums ist in der für EyeHateGod üblichen Cut-and-Paste-Technik designt. Der Hintergrund des Bildes ist schwarz. Der Namensschriftzug EyeHateGod in weißen, leicht versetzen Großbuchstaben der Schriftart Arial Black nimmt den oberen Rand ein. Gesäumt wird der Schriftzug von zwei, ebenfalls weißen heraldisch stilisierten Phoenix-Symbolen, die als Symbol von EyeHateGod bekannt sind. Unter dem Anfangsbuchstaben ist ein Sonnensymbol mit Gesicht abgebildet, während unter dem Endbuchstaben ein durchbrochener Sichelmond dargestellt ist. Die Ränder sind mit stilisierten in den Hintergrund gestellten Pflanzenranken gesäumt, die bis zur Hälfte der Mitte des unteren Randes zusammenlaufen.
Das Hauptmotiv stellt ein alt wirkendes koloriertes Bild einer nackten dunkelhaarigen Frau dar. Das Bild der an ein Holzkreuz gebundenen Frau ist mehrfach mit angedeuteten Rissen und einen durchgehenden vertikalen Schnitt durchbrochen. Auf dem Bauch der bis zur Hüfte dargestellten Frau ist das Veve Erzulies, der Loa, die als Schutzgeist von New Orleans fungiert, abgebildet.
Zwei Hände sind vom oberen Rand des Bildes auf den Kopf der Frau hin gerichtet. Im Hintergrund ist ein kreisförmiges Bleiglasfenster angedeutet, das drei Kreise einschließt. Jeweils einen um die Seiten des Querbalkens des Kreuzes sowie einen, einem Nimbus entsprechend, um den Kopf der Frau und das obere Ende des Vertikalbalkens des Kreuzes.

### Rückseite
Auf der linken Hälfte der Rückseite des Albums ist in Schwarz gehalten und mit weißer Schrift bedruckt, so sind die Titelangaben in Schreibmaschinenschrift, ohne Nummerierung und Spieldauer enthalten, sowie am unteren Rand die regulären Angaben zu Produktions- und Vertriebsfirma, inklusive Barcode. Als rechteinnehabende Produktionsfirma wird die EyeHateGod eigene Firma Take as Needed LLC angegeben.
Die rechte Hälfte ist mit einem digital nachbearbeitetem Foto ergänzt. Auf einem, an eine weiß getünchte Backsteinwand gelehnten geborstenen Spiegel sind die Bandmitglieder (von links nach rechts: Mader, Williams, Bower, LaCaze und Patton) zu sehen. Die Gesichter der Mitglieder sind teilweise verwischt und gedoppelt abgebildet. Auf dem Bild ist zu LaCaze' Füßen ein Teil eines Stativs zu sehen sowie auch ein Selbstauslöser in seiner Hand.

## Albuminformationen

### Stil
Das selbstbetitelte Album verfügt über die klassische der Band zugeschriebene Mischung aus frühen Black Sabbath und späten Black Flag mit Southern-Rock-Elementen. Die Produktion ist, als roh bezeichnet, einfach gehalten und stellt das Riffing in den Vordergrund. Die von EyeHateGod bekannten Rückkopplungen sind erneut ein Bestandteil des Albumklangs und leiten annähernd jeden Song ein.
Auch Brian Patton bezeichnet die Veröffentlichung als ein typisches EyehateGod-Album ohne nennenswerte Stilveränderungen.

„Es ist ein EYEHATEGOD-Album durch und durch. Es kann sein, dass man den Gesang jetzt etwas besser versteht, es mag hier und da etwas Swing haben, was wir vorher nicht versucht hatten, aber im Gesamten ist es EYEHATEGOD in seiner pursten Form.“

Dem als unorthodox hervorgehobenem Schlagzeugspiel von Joey LaCaze wird eine besondere Bedeutung hinsichtlich der Spannung des Albums zugeschrieben.
Insbesondere der Rhythmusgruppe Mader und LaCaze wird ein herausstechender Groove bescheinigt. Jimmy Bower hebt ebenfalls LaCaze' Arbeit hervor und vergleicht das Schlagzeugspiel mit einer Mischung aus Carnivore und Black Sabbath.
Der Gesang besteht aus dem für Mike Williams typischen heiserem Keifen und Brüllen.

### Titelinformationen
Die Vorab auf Preaching the “End-Time” Message veröffentlichten Stücke International Narcotic, Beers and a Ball of String und Turn Troubled Tables sowie das Singlestück New Orleans is the New Vietnam sind entgegen den Ankündigungen zu den jeweiligen Veröffentlichungen nicht auf EyeHateGod enthalten. Stattdessen wurde das auf Preaching the “End-Time” Message und zuvor auf der Split-Single They Lie to Hide the Truth/The Age of Bootcamp 2002 mit Soilent Green erschienene The Age of Bootcamp für EyeHateGod neu eingespielt.
Ohne inhaltlichen Bezug im Songtext ist der Titel des Stückes Agitation! Propaganda! eine Anspielung auf das kommunistische Agitprop-Konzept des Begründers der marxistischen Bewegung in Russland Georgi Plechanow: „Der Propagandist vermittelt viele Ideen an eine oder mehrere Personen, der Agitator aber vermittelt nur eine oder nur wenige Ideen, dafür aber vermittelt er sie einer ganzen Menge von Personen.“
Hinzukommend sind einige Wortspiele und Anspielungen, wie schon auf der Vorabsingle aus dem Jahr 2012, in den Titeln vorhanden. Robitussin and Rejection(Robitussin und Abwehr) nutzt den oft als Droge konsumierten Namen des Pseudoephedrin enthaltenden amerikanischen Hustensaftes Robitussin DAC als Begriff, während Parish Motel Sickness eine Anspielung auf das Parish Prison darstellt, eben jenes Gefängnis, in welchem Mike Williams insgesamt sechs Monate Haft verbrachte.

## Kritik
| Print-Bewertungen    | |
| Quelle               | Bewertung |
| Metal Hammer         | Sternsymbol · Sternsymbol · Sternsymbol · Sternsymbol · Sternsymbol · Sternsymbol · Sternsymbol |
| Rock Hard            | Sternsymbol · Sternsymbol · Sternsymbol · Sternsymbol · Sternsymbol · Sternsymbol · Sternsymbol · Sternsymbol · Sternsymbol · Sternsymbol                                                                       |
| Visions              | Sternsymbol · Sternsymbol · Sternsymbol · Sternsymbol · Sternsymbol · Sternsymbol · Sternsymbol · Sternsymbol · Sternsymbol · Sternsymbol · Sternsymbol · Sternsymbol                                           |
| Legacy               | Sternsymbol · Sternsymbol · Sternsymbol · Sternsymbol · Sternsymbol · Sternsymbol · Sternsymbol · Sternsymbol · Sternsymbol · Sternsymbol · Sternsymbol · Sternsymbol · Sternsymbol · Sternsymbol · Sternsymbol |
| Online-Bewertungen   | |
| Quelle               | Bewertung |
| Hit the Floor        | Sternsymbol · Sternsymbol · Sternsymbol · Sternsymbol · Sternsymbol |
| PowerMetal.de        | Sternsymbol · Sternsymbol · Sternsymbol · Sternsymbol · Sternsymbol · Sternsymbol · Sternsymbol · Sternsymbol · Sternsymbol · Sternsymbol                                                                       |
| Twilight-Magazin.de  | Sternsymbol · Sternsymbol · Sternsymbol · Sternsymbol · Sternsymbol · Sternsymbol · Sternsymbol · Sternsymbol · Sternsymbol · Sternsymbol · Sternsymbol · Sternsymbol · Sternsymbol · Sternsymbol · Sternsymbol |
| Metal.de             | Sternsymbol · Sternsymbol · Sternsymbol · Sternsymbol · Sternsymbol · Sternsymbol · Sternsymbol · Sternsymbol · Sternsymbol · Sternsymbol                                                                       |
| Metalnews.de         | Sternsymbol · Sternsymbol · Sternsymbol · Sternsymbol · Sternsymbol · Sternsymbol · Sternsymbol |
| MetalSucks.com       | Sternsymbol · Sternsymbol · Sternsymbol · Sternsymbol · Sternsymbol |
| Stormbringer.at      | Sternsymbol · Sternsymbol · Sternsymbol · Sternsymbol · Sternsymbol |
| Toughmagazine.de     | Sternsymbol · Sternsymbol · Sternsymbol · Sternsymbol · Sternsymbol |
| Metalobserver        | Sternsymbol · Sternsymbol · Sternsymbol · Sternsymbol · Sternsymbol · Sternsymbol · Sternsymbol · Sternsymbol · Sternsymbol · Sternsymbol                                                                       |
| Exclaim.ca           | Sternsymbol · Sternsymbol · Sternsymbol · Sternsymbol · Sternsymbol · Sternsymbol · Sternsymbol · Sternsymbol · Sternsymbol · Sternsymbol                                                                       |
| Metalunderground.at  | Sternsymbol · Sternsymbol · Sternsymbol · Sternsymbol · Sternsymbol |
| Metalunderground.com | Sternsymbol · Sternsymbol · Sternsymbol · Sternsymbol · Sternsymbol |

Das Album wurde überwiegend positiv aufgenommen und als konsequente Fortsetzung des bisherigen Schaffens von EyeHateGod bezeichnet.
Das Album sei zwar bar von harmonischen Refrains oder nachhaltiger Arrangements, überzeuge jedoch durch altbekanntes Spiel und souveräne Eigenständigkeit im Genre. EyeHateGod wird ebenso im Onlinemagazin Metal.de als „alles andere als leichtverdaulich […]“ bezeichnet; es sei „authentisch, frisch und ungeschönt.“ In der Konsequenz nennt auch Markus Endres das Album ein vertraute EyeHateGod-Veröffentlichung: „Es schmerzt wunderbar in den Ohren, so wie es eben sein soll.“
Auch Manuel Kreuzer fasst, für das Tough-Magazine, das Album als kaum von den vorangegangenen Veröffentlichungen der Band abweichendes Werk zusammen.

„Provokatives Artwork gepaart mit provokativen Texten, die in unverkennbarer rotziger Art und Weise hervorstechen und ihr typischer schleppender und roher Sound zeichnen auch dieses musikalische Werk der US-Amerikaner aus. Stampfende Drums und harte Gitarrenriffs, welche sich einen Dreck um Harmonien scheren, in Kombination mit der würgenden aggressiven Stimme von Mike IX Williams, stoßen Laien aber sowas vor den Kopf.“

James Harvey bezeichnet EyeHateGod als das bluesigste Album der Band und als die perfekte Inszenierung der Begründung ihres Kultstatus.
Jonathan Markwell äußert sich in dem Onlinemagazin Hit the Floor kritisch gegenüber dem Album und vergibt eineinhalb von fünf Punkten, unter der Begründung einer durchgehenden Austauschbarkeit der Stücke, die in der präsentierten Form, nicht voneinander zu unterscheiden seien und keine Variation zuließen.
Auch Jakob Ehmke kritisiert für das Onlinemagazin Powermetal.de eine sich einschleichende Monotonie, welche hingegen Tobias Trillmich vom Onlinemagazin Twilight, im Vergleich zu früheren Veröffentlichungen vermisst. Sammy O’Hagar hebt die Bedeutung der Band im Genre anhand der kritisierten Monotonie hervor und sieht EyeHateGod als Verkörperung eines seiner Ansicht nach von vielen Vertretern des Genres missachteten Grundgedanken des Sludge.

„Es geht darum einen hässlichen Augenblick so lang wie möglich zu ziehen und die Schwächlinge angemessen auszusortieren. In dieser schmerzhaften Zeit liegt der Sinn und Zweck. Zuletzt ist es genau das, worum es geht, wenn es richtig gemacht wird und EyeHateGod machen es immer noch richtig.“

Robert vom Online-Magazin Metalunderground.at sieht das Album hingegen als ein, im Rahmen des gebotenen Spektrums, abwechslungsreiches Album, dessen stetige Rhythmus- und Tempowechsel die Qualität des Albums heben. „Denn von wirklich tief runterziehenden Parts und Tracks, wie auch sehr aufrüttelnden Bereichen wird einfach alles geboten. […] Teils chillig und dann wieder voll auf die Hucke, ja so muss Abwechslung in diesem Style einfach schallen und das tut es auch, im ganz großen Stil.“ Im Onlinemagazin Metalunderground.com wird das Album als eine perfekte Veröffentlichung mit einer herausragenden Produktion bezeichnet und mit der Höchstnote ausgezeichnet. Alle Instrumente sowie Williams Stimme wären zu einem klaren vollen Klang mit einer bisher bei EyeHateGod nicht vorhandenen Identifizierbarkeit abgemischt worden.